# 埃里克·孔茨
埃里克·孔茨（德語：Erich Cuntz，1916年12月23日—1975年6月1日），德国男子曲棍球运动员，场上位置是前锋。他曾代表德国参加1936年夏季奥林匹克运动会曲棍球比赛，获得一枚银牌。